# Langerhanscel

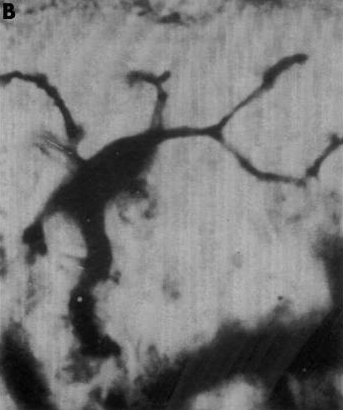
Langerhanscel

Langerhanscellen (of: cellen van Langerhans) zijn dendritische (vertakte) cellen in de huid, die een belangrijke rol spelen bij het immuunsysteem. Bij een binnendringing van de huid nemen de langerhanscellen antigenen van de binnendringers op en reizen naar een lymfeknoop waar ze de antigenen aanbieden aan nog ongespecialiseerde T1-cellen.
Langerhanscellen zijn in 1868 door Paul Langerhans ontdekt en hebben de naam van hun ontdekker gekregen.
In 1976 wezen studies van Silberberg al op een verband met allergische reacties.
Langerhanscellen dienen niet verward te worden met de eilandjes van Langerhans, die een rol spelen in de productie van insuline.

## Langerine
Norikatsu Mizumoto en Akira Takashima schrijven in 2004 over de functies van de voor langerhanscellen unieke CD1a en langerine, een eiwit dat door langerhanscellen wordt aangemaakt.
Langerine kan besmetting met Hiv voorkomen, zo bleek in 2007 uit onderzoek. Het eiwit zou het virus vangen en vernietigen nog voor het andere cellen kan infecteren. Bij slechte werking van langerine zouden de langerhanscellen infectie juist versnellen.